# Super Bowl XXV
A Super Bowl XXV az 1990-es NFL-szezon döntője volt. A mérkőzést a Tampában játszották 1991. január 27-én. A mérkőzést a New York Giants nyerte.

## A döntő résztvevői
A Buffalo Bills az alapszakaszbeli 13–3-as mutatójával az NFC első kiemeltjeként jutott a rájátszásba. Erőnyerőként csak a konferencia-elődöntőben kapcsolódott be a rájátszásba, ahol otthon a Miami Dolphins-t verte, később a konferencia-döntőben szintén hazai pályán a Los Angeles Raiders ellen győzött. A Buffalo először vett részt a Super Bowlon.
A New York Giants is 13–3-as teljesítménnyel zárt az alapszakaszban, így az AFC második kiemeltjeként került a rájátszásba. Erőnyerőként a Giants is csak a konferencia-elődöntőben játszott először. Hazai pályán a Chicago Bears-t győzte le, majd a konferencia-döntőben idegeben győzött az első kiemelt és címvédő San Francisco 49ers ellen. A Giants korábban 1987-ben vett részt Super Bowlon, amelyet meg is nyert.

## A mérkőzés
A mérkőzést 20–19-re a New York Giants nyerte, és története során másodszor nyert Super Bowlt. A legértékesebb játékos a Giants running back-je, Ottis Anderson lett.
A mérkőzés mindvégig fordulatos és szoros volt. A Super Bowlok történetének legszorosabb végeredménye született. A végjáték arról emlékezetes, hogy 20–19-es Giants vezetésnél, bő két perccel a mérkőzés vége előtt a Bills támadhatott. A Giants 29 yardos vonaláig jutottak el, amikor már csak négy másodperc maradt hátra. A Buffalo 47 yardos mezőnygólt kísérelt meg, amivel megnyerték volna a mérkőzést. Azonban a rúgójuk, Scott Norwood mellérúgta, így a Giants nyerte meg a mérkőzést.
A Buffalo az ezt követő három Super Bowlon is részt vett, azonban egyiket sem tudta megnyerni.
| N | Idő   | Drive | Drive | Drive     | Csapat | Play leírása                                                                         | Pont  | Pont   |
| N | Idő   | Play  | Yard  | Időtartam | Csapat | Play leírása                                                                         | Bills | Giants |
| - | ----- | ----- | ----- | --------- | ------ | ------------------------------------------------------------------------------------ | ----- | ------ |
| 1 | 7:14  | 10    | 58    | 6:15      | Giants | Mezőnygól. Matt Bahr 28 yardról.                                                     | 0     | 3      |
| 1 | 5:51  | 5     | 66    | 1:23      | Bills  | Mezőnygól. Scott Norwood 23 yardról.                                                 | 3     | 3      |
|   |       |       |       |           |        |                                                                                      |       |        |
| 2 | 12:30 | 12    | 80    | 4:27      | Bills  | Touchdown. Don Smith 1 yardos futás. Scott Norwood jutalomrúgás.                     | 10    | 3      |
| 2 | 8:27  | –     | –     | –         | Bills  | Safety. Bruce Smith-t földre vitték a célterületen.                                  | 12    | 3      |
| 2 | 3:25  | 10    | 87    | 3:24      | Giants | Touchdown. Stephen Baker 14 yardos átadás Jeff Hostetlertől. Matt Bahr jutalomrúgás. | 12    | 10     |
|   |       |       |       |           |        |                                                                                      |       |        |
| 3 | 5:31  | 14    | 75    | 9:29      | Giants | Touchdown. Ottis Anderson 1 yardos futás. Matt Bahr jutalomrúgás.                    | 12    | 17     |
|   |       |       |       |           |        |                                                                                      |       |        |
| 4 | 14:52 | 4     | 63    | 1:27      | Bills  | Touchdown. Thurman Thomas 31 yardos futás. Scott Norwood jutalomrúgás.               | 19    | 17     |
| 4 | 7:20  | 13    | 74    | 7:32      | Giants | Mezőnygól. Matt Bahr 21 yardról.                                                     | 19    | 20     |